# Concerto cho piano số 2 (Shostakovich)

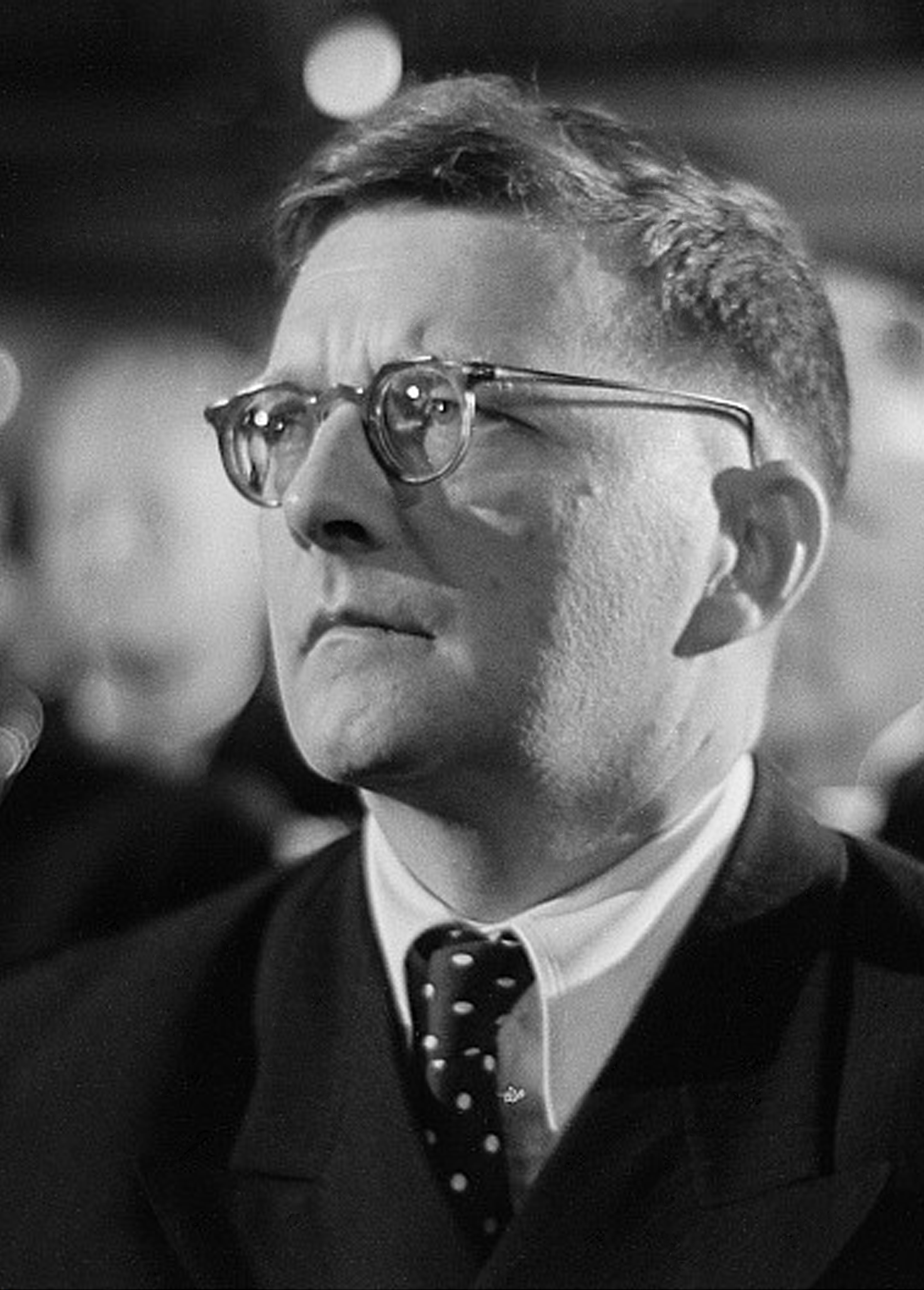
Dmitri Shostakovich năm 1950

Concerto cho piano số 2, cung Fa trưởng, Op. 102 là bản concerto của nhà soạn nhạc người Nga Dmitri Shostakovich. Tác phẩm này được ông sáng tác vào năm 1957 và chính ông trình diễn nó lần đầu tiên vào năm 1958. Đây là một trong những tác phẩm đỉnh cao trong sự nghiệp của Shostakovich trong thập niên 1950. Đây cũng là một trong những bản concerto được biểu diễn nhiều nhất.Nó chứa đựng nhiều yếu tố tương tự như Concertino cho hai cây đàn piano của Shostakovich: cả hai tác phẩm đều được viết để có thể tiếp cận tới các nghệ sĩ piano trẻ đang trong quá trình học tập. Đó là một tác phẩm khác thường, đặc biệt hơn nhiều so với hầu hết các tác phẩm của Shostakovich.

## Nhạc cụ
Tác phẩm này tuân theo truyền thống nhạc cổ điển châu Âu, nhưng vẫn có dáng dấp của những khúc nhạc đương thời. Tác phẩm được chơi bằng solo piano, hai sáo, piccolo, hai oboe, hai clarinet, hai bassoon, bốn kèn, timpani, trống lẫy và đàn dây.

## Cấu trúc
Concerto kéo dài khoảng 20 phút và có ba chương, với chuyển động thứ hai được chơi attacca, do đó chuyển trực tiếp sang chuyển động thứ ba (mặc dù chuyển động thứ hai có độ phân giải chấp nhận được ở C nhỏ, sao cho chuyển động thứ ba không cần thiết dùng để kết cả bản nhạc):
Gồm 3 chương:
1. Allegro
Đây là chương được mở màn bởi các nhạc cụ thuộc bộ hơi. Ngay sau đó, piano bắt đầu thể hiện chủ đề chính của chương. Xuyên suốt tác phẩm là một sinh khí âm nhạc mạnh mẽ, quyết liệt, bản lĩnh, nhưng cũng chan chứa không ít nét vui tươi, lạc quan, yêu đời. Cuối cùng, piano gợi lại chủ đề đã có ở đầu chương và dàn nhạc giao hưởng kết thúc chương. Nếu ai quan tâm nhạc cổ điển có thể một điều: Chương 1 đã thể hiện rõ sự pha trộn giữa âm nhạc thời đại (cụ thể là nhạc Jazz) với những cấu trúc cổ điển của Shostakovich.
2. Andante
Tiếp tục các nhạc cụ của dàn nhạc mở đầu chương này, nhưng có thêm sự tham gia của các nhạc cụ bộ dây. Piano lúc này không còn sôi động, mạnh mẽ, quyết liệt, vui tươi như ở chương 1 mà chỉ thấp thoáng đâu đó. Những nốt nhạc của nó lúc này đầy tâm sự. Chương này cũng được kết thúc bởi dàn nhạc.
3. Allegro
Lần này, khác với 2 chương trước, piano mở đầu chương, sau đó dàn nhạc hưởng ứng. Lúc này cả piano và dàn nhạc trở lại với những gì mà chương 1 thể hiện. Nhưng khác với chương 1, piano không nhắc lại khúc nhạc đã có ở đầu chương khi tác phẩm dần đi đến hồi kết mà lại tạo một cái kết hoàn toàn khác.[4]